# La Punt-Chamues-ch
La Punt Chamues-ch (hasta 1943 llamada oficialmente Ponte-Campovasto) es una comuna suiza del cantón de los Grisones, ubicada en situada en la región de Maloja al sur del valle de la Engadina. Limita al norte con las comunas de Bergün/Bravuogn, Zuoz y Madulain, al este con Zuoz y Madulain, al sur con Pontresina, y al oeste con Samedan y Bever.